# Marokkanische Wanderheuschrecke
Die Marokkanische Wanderheuschrecke, wissenschaftlicher Name Dociostaurus maroccanus, ist eine Feldheuschrecke, die in steppenartigen Lebensräumen und in Halbwüsten lebt. Wie alle Wanderheuschrecken ist sie regional ein gefürchteter landwirtschaftlicher Schädling.

## Merkmale
Es handelt sich um eine mittelgroße Heuschrecke, innerhalb der Gattung eine der größten Arten. Männchen werden 17 bis 30 Millimeter, Weibchen 20 bis 33, ausnahmsweise bis 38 Millimeter lang, wobei zwischen verschiedenen Individuen erhebliche Größenunterschiede bestehen. Die großen, parallelseitigen Deckflügel (Tegmina) überragen weit die Hinterleibsspitze und die Hinterknie. Die Tiere sind meist in der Grundfarbe gelblichgrau gefärbt und recht kontrastreich mit dunklen Flecken und Binden gezeichnet. Oben auf dem Pronotum befindet sich immer eine kontrastreiche Zeichnung aus vier gelben Linien, die ein in der Mitte unterbrochenes „x“ bilden, in einem dunklen Feld. Die Hinterflügel sind hyalin ohne Färbung oder Bindenzeichnung, auch die Deckflügel sind fast transparent und durchscheinend, mit undeutlichen dunkleren Flecken. Die Hinterschienen sind meist rot mit basalem gelben Ring, sie können aber auch rosa oder gelblich gefärbt sein. Der Kopf ist im Profil vorn abgerundet, der über die Fühlerbasen nach vorn vorragende Teil der Stirn (Fastigium genannt) bei Ansicht von oben fünfeckig. Die Scheitelgrübchen auf der Stirn sind quer trapezförmig, die breitere Seite neben den Komplexaugen.
Die Art tritt in zwei unterschiedlichen Morphen oder Phasen auf. Normalerweise leben die Tiere einzeln (solitär). Bei diesen Tieren trägt der bei der Art recht schlanke Hinterschenkel (Femur) der Sprungbeine eine auffallende Zeichnung aus drei schwarzen Flecken. Kommen sehr viele Tiere auf engem Raum gemeinsam vor, bilden sie die gregäre oder Wanderform aus. Diese Tiere sind etwas größer, die Flügel länger, der Kopf ist orange gefärbt und die Flecken auf den Hinterschenkeln sind verblasst oder ganz fehlend. Diese Unterschiede sind bereits an den Nymphen erkennbar.

## Verbreitung
Die Marokkanische Wanderheuschrecke ist verbreitet im ariden Nordafrika, westlich von der Atlantikküste (unter Einschluss der Kanarischen Inseln und Madeiras), im mediterranen Südeuropa, über Kleinasien ostwärts, östlich bis Tadschikistan und Nord-Afghanistan. Sie kommt normalerweise nicht südlich von 28° und nördlich von 49° nördlicher Breite vor. In Afrika werden vor allem der Atlas in Marokko und der Tellatlas in Algerien besiedelt. In Europa liegen die nördlichsten Vorkommen in der Crau in Südfrankreich, in der Puszta von Hortobágy in Ungarn, in der rumänischen Moldauregion und der Südwest-Ukraine, der Krim und im Nordkaukasus. In Südspanien und auf dem Balkan ist sie häufig, fehlt aber weitestgehend bereits in Katalonien.

## Lebenszyklus
Die Art bildet im gesamten Verbreitungsgebiet nur eine Generation im Jahr aus (monovoltin). Die weitaus längste Lebensphase ist dabei die Eiphase, sie dauert 9 bis 10 Monate; in dieser Zeit sind weder Larven noch Imagines anzutreffen. Die Weibchen legen die in eine Oothek eingeschlossenen Eier in den Boden, in ca. ein bis drei Zentimeter Tiefe, ab. Jedes Weibchen schafft dabei im Regelfall zwei Ootheken, gelegentlich auch drei oder vier, mit jeweils 16 bis 45, im Durchschnitt 30 Eiern. Ablagezeit ist das späte Frühjahr oder der Frühsommer. Die jungen Nymphen schlüpfen dann nicht früher als im Frühjahr des folgenden Jahres aus. Gleich zwei einander ergänzende Mechanismen stellen die Diapause sicher. Die Embryonalentwicklung stoppt zunächst bei Temperaturen oberhalb von 25 °C, die in den Lebensräumen der Art im Sommer fast immer überschritten werden. Die Entwicklung setzt erst bei Temperaturen unterhalb 16 °C, im Herbst, wieder ein. Sie stoppt aber erneut, wenn die Temperatur unter 10,5 °C fällt. Außerdem muss das Ei für eine erfolgreiche Entwicklung Wasser aus dem Boden aufnehmen können, benötigt also eine gewisse Bodenfeuchte, die im Habitat fast nur im Winter gegeben sein kann.
Die geschlüpften Nymphen durchlaufen fünf Larvenstadien, sie benötigen dazu im Labor 36 bis 38 Tage, die einzelnen Stadien zwischen 4 und 7 (bis 12) Tagen. In dieser Zeit ist ausreichende Wärme für eine erfolgreiche Entwicklung ganz wesentlich. Etwa fünf Tage nach der Imaginalhäutung sind die Tiere paarungsbereit, die Imagines leben insgesamt 30 bis 40 Tage lang. Die Imaginalperiode liegt im Frühjahr (April bis Mai), in nördlichen Regionen ist sie zum Sommer hin verschoben.

### Stridulation
Beide Geschlechter der Art können durch Stridulation einen Gesang erzeugen, dabei wird eine „Feile“ genannte Zapfenreihe auf dem Hinterfemur über die Kante der Deckflügel gezogen. Die Männchen produzieren einen Gesang, um Weibchen anzulocken. Ein anderer wird von beiden Geschlechtern bei Berührung als Störungslaut produziert. Ein dritter wurde beim Männchen während des Paarungsversuchs registriert.

## Habitat und Lebensweise
Die Marokkanische Wanderheuschrecke lebt in semiariden Steppen oder Halbwüsten mit Winterregen, so dass im Frühjahr meist eine etwas üppigere Vegetation aus annuellen Pflanzen vorhanden ist. Sie lebt in Regionen mit etwa 300 bis 500 Millimeter Jahresniederschlag. Optimal sind etwa für sie aber nur 100 Millimeter Regen im Frühjahr; in nassen Jahren verpilzen die Ootheken, wodurch weniger Tiere überleben. Dies hat zur Folge, dass sie gerade in besonders trockenen Jahren, insbesondere wenn mehrere in Folge auftreten, die höchsten Siedlungsdichten erreicht. Folgen drei oder mehr Trockenjahre aufeinander, folgt in günstigen Habitaten oft eine Massenvermehrung (Gradation), die Tiere verändern sich dann zur Wanderphase. In Trockenjahren ist die Vegetation oft nur fleckenweise besser ausgebildet, zwischen grünen Inseln bleibt viel offener Boden vorhanden, diese Bedingungen sind für die Entwicklung der Art besonders förderlich. Oft bleiben im Lebensraum der Art Bulte des Zwiebel-Rispengrases (Poa bulbosa) oder der Segge Carex pachystilis als letztes Grün erhalten, die Arten werden von der Heuschrecke gern gefressen.
Beim menschlichen Einfluss auf die Art sind zwei gegenläufige Tendenzen festzustellen. Sie legt Eier ausschließlich in ungestörtem Boden ab, in gepflügtem Ackerland erfolgt keine Eiablage. Ganz besonders hohe Dichten erreicht sie aber in vom Menschen und seinem Weidevieh devastierten Regionen, in denen die Vegetationsdecke durch Überweidung zerstört wurde. Massenvermehrungen sind beinahe ausschließlich in überweideten Regionen ausgeprägt. In Halbwüsten tritt sie daher besonders häufig gerade in der Nähe menschlicher Ansiedlungen auf und fehlt in ungestörten Habitaten, so zum Beispiel in Algerien. In einigen Regionen, so in Ungarn, ist sie durch eine andere Art der Devastierung, die Trockenlegung der umfangreichen Feuchtgebiete, vielleicht überhaupt heimisch geworden. Wird die Beweidung zu intensiv, so dass die Grassteppe von Artemisia-Beständen abgelöst wird, verschwindet die Art allerdings wieder, sie wird dann von anderen Arten wie Calliptamus barbarus abgelöst.
Die Art bevorzugt eine mittlere (submontane) Höhenstufe etwa zwischen 500 und 1.000 Meter über dem Meeresspiegel, sie kommt ausnahmsweise auch in höheren (bis 2.200 Meter) und tiefergelegenen (bis 100 Meter) vor. Sie bevorzugt für die Eiablage schwere, tonige Böden. In der Ernährung ist sie polyphag und befrisst Gräser und Krautarten gleichermaßen.

## Massenvermehrungen, ökonomische Bedeutung
Innerhalb ihres Verbreitungsgebiets zählt die Marokkanische Wanderheuschrecke zu den bedeutendsten landwirtschaftlichen Schädlingen. Die älteren Nymphen (im englischen Sprachraum „hopper“ genannt) der Wanderform bilden aus übervölkerten Gebieten heraus Marschkolonnen, die bei nur wenigen Metern Breite Längen von mehreren Kilometern erreichen können. Die flugfähigen Imagines fliegen in Kulturland ein und können hier große Schäden anrichten, allerdings verlagern die Schwärme ihr Aufenthaltsgebiet kaum, längere Wanderungen sind bei dieser Art die Ausnahme. Der größte je registrierte Schwarm der Art hatte eine Ausdehnung von 18–25 Quadratkilometern bei einer Dichte von 50–300 Tieren pro Quadratmeter. Der Hauptschaden besteht meist in der Zerstörung des Weidelands mit Futtermangel für das Vieh. Die betroffenen Regionen können beträchtlich sein, beispielsweise in Afghanistan 1989 mehr als 500.000 Hektar, 300,000 ha in Syrien 1947, 400.00 ha im Irak 1948, 1 Mio. Hektar 1993 in Kasachstan. Tragischerweise sind Massenvermehrungen besonders häufig in Kriegs- und Krisengebieten, wenn die Bevölkerung keine Möglichkeit hat, die Tiere zu bekämpfen. Die Massenvermehrungen in Europa vor 1920, in Frankreich und auf dem Balkan, werden direkt mit Auswirkungen des Ersten Weltkriegs in Verbindung gebracht, in dem große vorher kultivierte Landstriche brach fielen und diese Brachen der Art zeitweise optimale Bedingungen boten. Die letzte Massenvermehrung in Ungarn, 1983, wird mit der Umbruchsphase der Wendejahre in Verbindung gebracht. Auch in Afghanistan profitierte die Art vom Krieg.

### Historische Massenvermehrungen
Massenvermehrungen der Marokkanischen Wanderheuschrecke sind kein modernes Phänomen, sie begleiten die Menschheit vermutlich seit der Sesshaftwerdung. Älteste Zeugnisse, die davon berichten, sind zufällig erhaltene akkadische Keilschrifttexte aus der Habur-Region in Nord-Mesopotamien. So schreibt um 1700 v.Chr der Statthalter von Qattunan an König Zimri-Lim von Mari, dass in seiner Provinz die Ernte in zwei aufeinander folgenden Jahren durch Heuschrecken vernichtet worden ist. Anhand der Beschreibung in dem Brief kann der Befall relativ sicher auf diese Art bezogen werden, er wäre für andere Wanderheuschrecken sehr untypisch. Eine zweite Plage in derselben Gegend schildert etwa 500 Jahre später der Beamte Sin-mudammiq seinem Vorgesetzten, dem Großwesir in Dur Katlimmu, unter der Herrschaft von Tukulti-Ninurta I., König von Assyrien. Die Einwohner von Waššukanni konnten die Feinde des Königs nicht verfolgen, weil die Heuschrecken ihre Ernte gefressen hatten. Bereits damals können Heuschreckenausbrüche oft mit Kriegsereignissen in Verbindung gebracht werden. Aus weiteren assyrischen Texten geht hervor, dass die Tiere in Friedenszeiten in ihren Brutgebieten, beim Verlassen des Bodens, bekämpft worden sind; das war in Krisenzeiten nicht möglich. Noch heute bekämpft die Landbevölkerung in Afghanistan die Tiere bei (krisenbedingtem) Pestizidmangel, indem Gräben vor den Marschkolonnen der Nymphen ausgehoben werden, um ihnen den Weg ins Kulturland zu verlegen.

## Taxonomie
Die Gattung Dociostaurus umfasst 21 Arten, davon leben 4 in Nordafrika und 5 in Spanien. Dociostaurus maroccanus wurde, als Gryllus maroccanus, von Carl Peter Thunberg erstbeschrieben, es ist die Typusart der Gattung Dociostaurus Fieber, 1853. Typuslokalität ist der marokkanische Atlas. Einige Taxonomen führen sie unter dem Namen Stauronotus maroccanus, der Gattungsname ist aber ein jüngeres Synonym (er bezieht sich auf dieselbe Typusart). Alle anderen Synonyme sind seit langer Zeit außer Gebrauch.